# Nkonkobe
Nkonkobe (officieel Nkonkobe Local Municipality) is een voormalige gemeente in het Oost-Kaapse district Amatole in Zuid-Afrika. Per 1 januari 2016 werd de gemeente samengevoegd met Nxuba. De nieuwe gemeente heet Raymond Mhlaba.

## Hoofdplaatsen
Het nationaal instituut voor de statistiek, Stats SA, deelt sinds de census 2011 de 127.115 inwoners in in 181 zogenaamde hoofdplaatsen (main place):
Alice • Allandale • Balfour • Bellvale • Bergplaas • Blink Water • Bulura • Cairns • Calderwood • Cathcartvale A • Cathcartvale B • Cilidara • Cimezile • Debe Marela • Debe Nek • Debe Valley A • Debe Valley B • Dhlawu • Dunedin • Dyamala • Ecingweni • eDrayini • Efama • eLalini • Elugudwini • Elundini • eMatsamraleni A • Ematsamraleni B • eMgwanisheni • eMxohelo • eNgwabeni • Esgangeni • eSigingqini A • eSigingqini B • Esixekweni A • Esixekweni B • Exesi • Fairbairn • Fernvilla • Fort Beaufort • Gaga • Gaqa • Gcado • Gerfield • Glencairn • Glenmore • Gqadushe • Gqumashe • Gwali • Hala • Hogsback • Hopefield • Igudweni A • Igudweni B • Imincangathelo • Jomlo • Jonini • Khayamnandi • Koloni • Komkhulu • Komkulu A • Komkulu B • kuDikidikana • KwaDish • KwaKayaletu • KwaKulile • KwaMemela • KwaMlalandle • KwaMpundu • KwaMqayisa • KwaNacelwane • KwaNdaba • KwaNdlankomo • KwaNgobe • KwaNgodloza • KwaNgwevu • KwaNobanda • KwaNomadolo • KwaNotenga • KwaNtola • kwaSawu • KwaSityi • KwaTyutyuza • KwaWezo • Kwezana A • Kwezana B • Lalini A • Lalini B • Lamyeni • Lebanon • Lenge • Lolini • Lower Endwell • Lower Hopefield • Lower Sheshengu • Luzini • Mabeleni • Machibini • Magwalala • Magxagxeni • Maipase • Majwareni • Maoibini • Mavuso • Mavuvumezini • Mazotshweni • Mcamama • Mdeni A • Mdeni B • Melani • Mfiki • Mgquba • Mgxotyeni • Mhlangeni • Middledrift • Mkobeni • Mmangweni • Mnqaba James • Mnqaba Kulile • Moreson • Mpatheni • Mpozisa • Msobomvu • Msulungwa • Mtombo • Mtwaku • Mxali • Napier Park • Ncera • Ndindwa • Ndlovura • Nduveni • Nduweni • Newtown • Ngele • Ngqika • Ngqolowa A • Ngqolowa B • Ngwalana • Ngwangwane • Ngwenya • Nkonkobe NU • Nonzwakazi • Nqcabasa • Ntonga • Otterburn • Outubeni • Paleni • Pefferkop • Pewuleni • Qamdobowa • Qibira A • Qibira B • Qibira C • Qolo • Qutubeni • Red Hill • Rhwantsana • Roxeni • Rwarwa • Saki • Seymour • Sinakanaka • Singeni • Siphingweni • Skolweni • Sweet • Tafeni • Tamboekievlei • Teba • Thorn Park • Tyatyora • Velani • Wellsdale • Woburn • Xukwane • Zalaza • Zigodlo • Zihlahleni • Zixinene • Zixotyeni.